# When Doves Cry
«When Doves Cry» («Когда голуби плачут») — песня американского музыканта Принса (Prince), главный сингл его шестого студийного альбома 1984 года Purple Rain. Это был мировой хит и первый американский сингл Принца, возглавлявший чарт 5 недель. По версии[уточнить] журнала Billboard это был самый продаваемый сингл года.Он получил платиновый сертификат Американской ассоциации звукозаписывающих компаний (RIAA).
Согласно комментарию к фильму «Пурпурный дождь» (1984) на DVD, режиссёр Альберт Маньоли попросил Принса написать песню, соответствующую теме определённого фрагмента фильма, в котором смешались семейные обстоятельства и любовная связь. На следующее утро Принс сочинил две песни, одной из которых была «When Doves Cry».
Премьера видеоклипа, снятого Принсом, состоялась на MTV в июне 1984 года. Он начинается с того, что белые голуби вылетают из двойных дверей, показывая Принса в ванне, а затем показывает, как он исполняет песню в различных сценах. Видео вызвало споры среди руководителей сети, которые посчитали, что его сексуальный характер слишком откровенен для телевидения. «When Doves Cry» занимает 37-е место в списке 500 величайших песен всех времён по версии журнала Rolling Stone. Согласно Acclaimed Music, это 31-я самая известная песня в истории популярной музыки. Песня «When Doves Cry» в исполнении Принса и группы The Revolution входит в составленный Залом славы рок-н-ролла список 500 Songs That Shaped Rock and Roll.

## Песня

### История
Согласно DVD с фильмом «Пурпурный дождь», режиссёр попросил Принца написать песню в соответствии c одной из тем фильма, в которой говорится о вовлечённости в трудности родительских отношений и любовной интриге. На следующее утро Принц представил две песни, одна из которой была «When Doves Cry».

### Влияние
Песня возглавляла чарт США 5 недель, с 7 июля 1984-го по 4 августа 1984 года. «When Doves Cry» был выбран лучшим синглом года на The Village Voice Pazz & Jop critics' poll. Журнал Billboard поместил песню на 1-ю строчку в рейтинге лучших синглов года, хотя в рейтинге American Top 40 песня Принца заняла второе место. Причина этого была в том, что в этом году при составлении рейтинга American Top 40 не учитывались данные из Billboard.
На стороне B была представлена песня «17 Days», которая первоначально предназначалась для созданного Принцем женского трио Apollonia 6 и должна была появиться в альбоме с названием трио. 12-дюймовый сингл, изданный в Великобритании, включал альбомный трек «17 Days» и два трека из предыдущего альбома Принца 1999: заглавный трек и песню «D.M.S.R.».

### Структура песни
Принц записал «When Doves Cry» после того, как все остальные треки для альбома «Purple Rain» были уже сделаны. Принц не только спел, но и сыграл все инструментальные партии для песни. Строение песни необычно — отсутствие баса нехарактерно для танцевальной композиции. Принц говорил, что в первоначальной версии был бас, но он решил, что в таком виде песня выглядит неоригинально. Во время живого выступления в рамках тура «Purple Rain», Марк Браун, басист Принса, добавил бас-гитару к этой песне и другим песнях, в которых она изначально не использовалась. Песня начинается с гитарного соло и драм-машины, а затем продолжается гуттуральным вокалом Принца. Далее, после куплета, звучит более продолжительное гитарное и синтезаторное соло. Заканчивается песня другим синтезаторным соло.

### Признание
«When Doves Cry» - одна из самых характерных песен Принса. Журнал Spin поставил песню на 6-ю строчку величайших песен всех времён. Rolling Stone включил «When Doves Cry» в свой список «500 величайших песен всех времён», поставив её на 52-ю позицию. В 2006 году телеканал VH1, в программе «The 100 Greatest Songs of the '80s», присудил песне Принца 5-е место. 13 октября 2008 года Австралийский VH1 поставил песню на 2-е место в программе «Top 10 Number One Pop Songs countdown.»

### Видеоклип
Релиз видеоклипа, срежиссировал который сам Принс, состоялся в июне 1984 года. Видео начинается полётом белых голубей, появляющихся из-за дверей, а затем показывают Принца в ванной. Видео включает сцену из фильма «Пурпурный дождь», состоящую из короткого выступления группы The Revolution, поющей и танцующей в белой комнате. Финальная часть видео включает зеркальное отражение левой части картины, создающий эффект дублирования. Видеоклип был номинирован за лучшую хореографию в 1985 году на премии MTV Video Music Awards. Видео вызвало споры среди руководителей ТВ-каналов, некоторые из которых считали, что сексуальный характер видео был слишком откровенен для телевидения.

## Кавер-версии
- Ирландский музыкант Дэмиен Райс записал акустическую версию песни Принца.
- Британская вокальная группа The Flying Pickets, работающая в жанре а капелла, включила кавер-версию «When Doves Cry» в свой альбом 1994 года англ. The Original Flying Pickets: Volume 1.
- Патти Смит записала кавер-версию песни для своего сборника «Land» (1975—2002).
- Сербская рок-группа Night Shift[серб.] включила свою версию песни в свой дебютный альбом «Undercovers».
- Победитель первого сезона австралийской версии программы англ. Australian Idol Гай Себастьян выступил с этой песней в программе, а позже включил её в свой дебютный альбом «Just As I Am».
- Канадская группа The Be Good Tanyas[англ.] представила «When Doves Cry» в своём альбоме «Hello Love» (2006).
- Кавер-версия американской группы The Twilight Singers была включена в трибьют 2009 года — Purplish Rain. Песня была размещена для свободного скачивания журналом Spin.
- Британская группа Razorlight включила песню в качестве би-сайда к синглу «I Can’t Stop This Feeling I’ve Got».
- Композиция была исполнена Патриком Вулфом в программе британского телеканала Channel 4 англ. The Charlotte Church Show.
- Британский певец Алекс Клэр включил кавер-версию песни в свой альбом The Lateness Of The Hour в 2011 году.

## Позиции в хит-парадах
Годовые чарты:
| Хит-парад (1984)             | Позиция |
| ---------------------------- | ------- |
| Великобритания (Gallup Poll) | 28      |